# Огульці
Огульці — село в Україні, у Валківській міській громаді Богодухівського району Харківської області.
Розташоване в місцевості, де Курська височина утворює кут, звідки і пішла назва Угульці, згодом Агульці, Огульці.
Населення села становить 1 299 осіб (2001). (На початок 2018 року 1072 особи). До 2020 орган місцевого самоврядування — Огульцівська сільська рада.

## Географія
Село Огульці знаходиться біля витоків річки Черемушна (балка Довгенька, Шарова Левада, Мамаїв Яр, урочище Бужилівка), примикає до сіл Шарівка, Буцьківка. На півночі з селу примикає великий лісовий масив (акація, дуб), поруч балка Шарова Левада з піщаними кар'єрами.

## Історія
Біля Огульців розташований курганний могильник та залишки поселень скіфського часу (VII—III ст. до н. е.). Дві кам'яні баби свідчать про тривале перебування тут кочівників (X–XI століття).

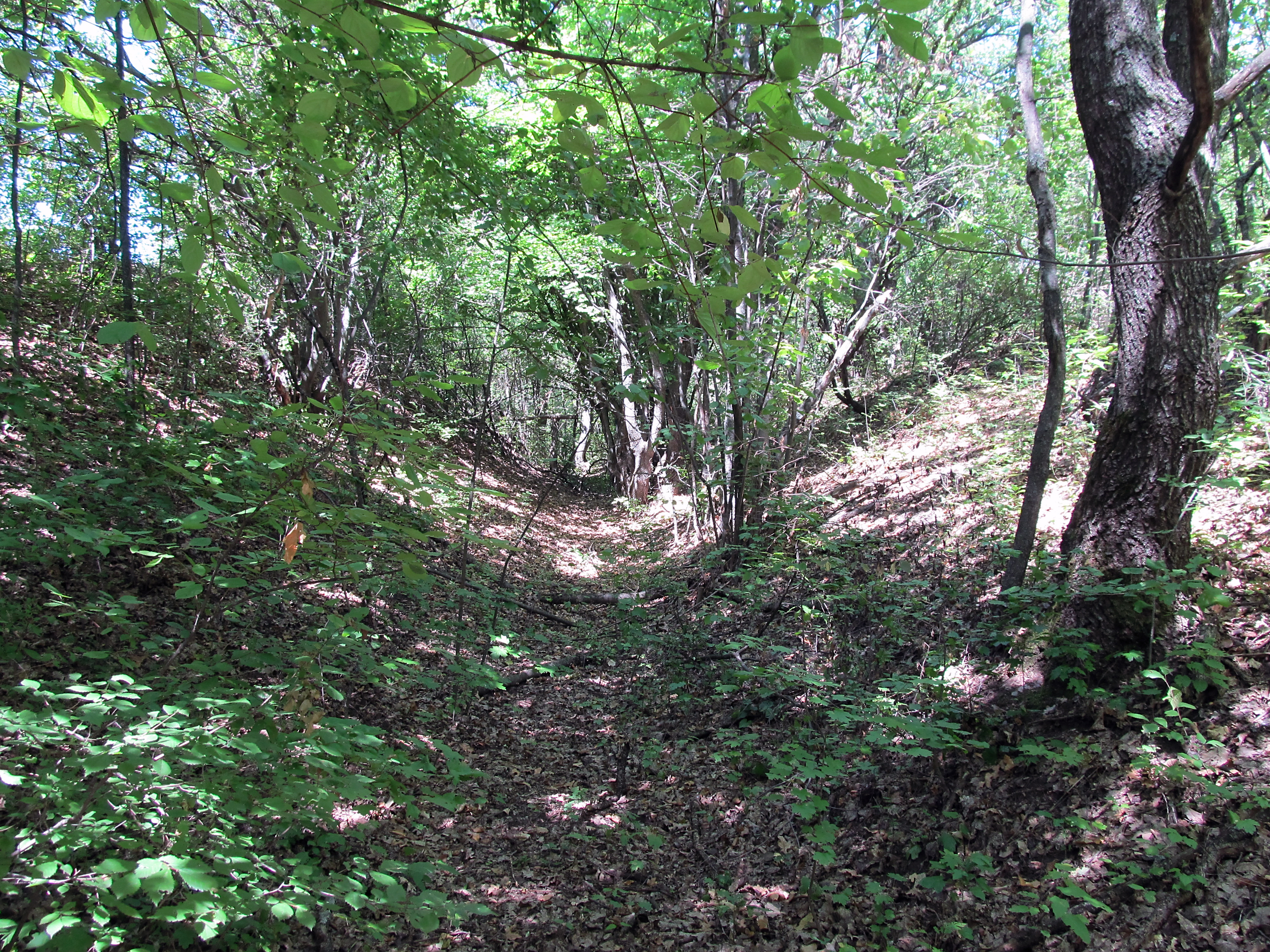
Рів і два вали оборонної споруди північній частині поселення «Куколівське»
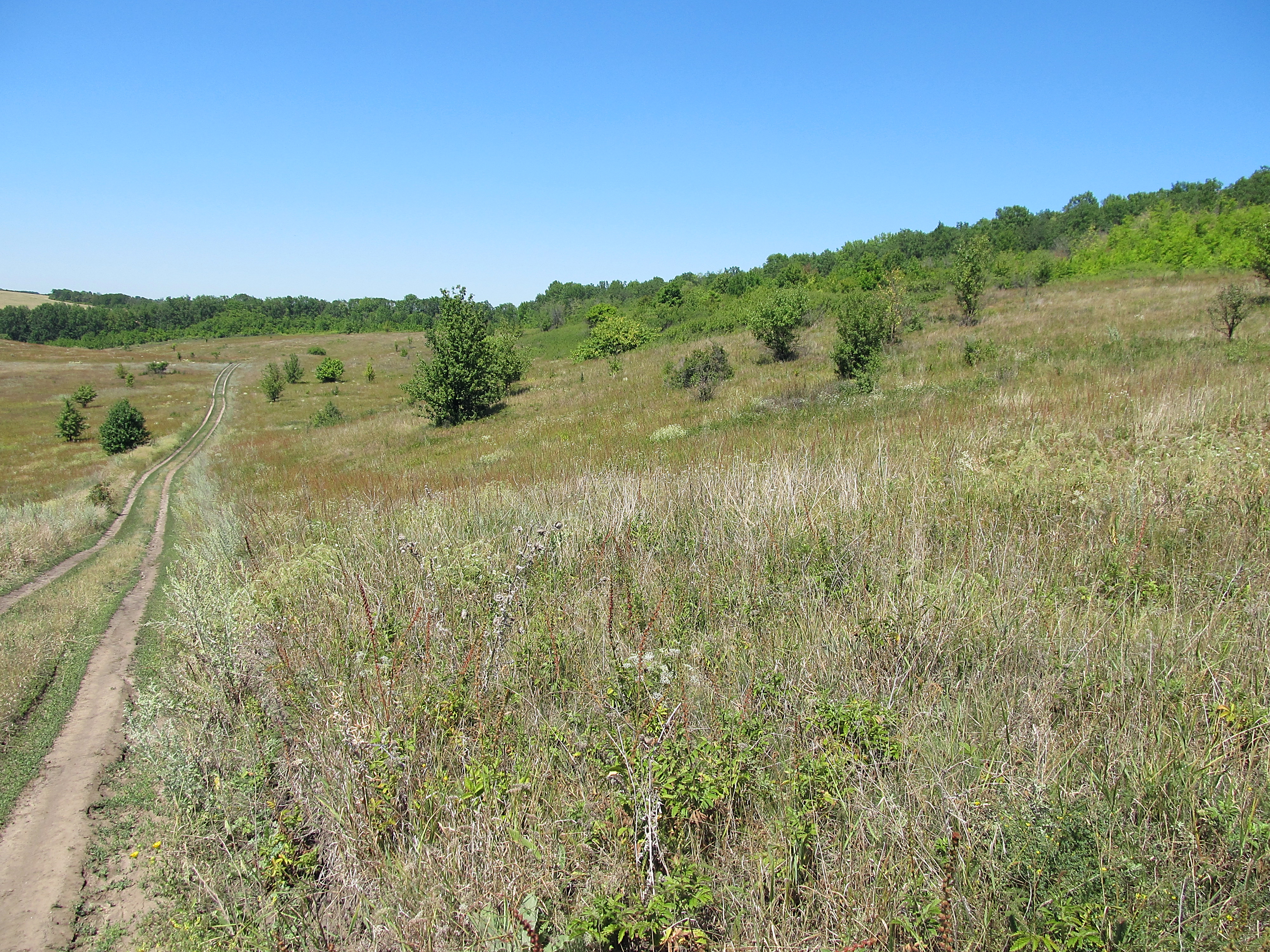
Північні захисні вали поселення «Куколівське»

Сучасне поселення засноване на початку XVIII століття. У документах за 1708 і 1718 роки, а також у штаті Харківського полку 1742 р. (опублікованому Є. Альбовським) згадується Угольчанська сотня. До 1765 року Угольчанська (Огульчанська) сотня перебувала у складі Харківського слобідського полку, мала власну символіку (прапор і печатку з гербом — зображенням двох перехрещених стріл).
Станом на 1779 р. військова слобода Огульці (у складі Валківського повіту Харківського намісництва) мала населення 1057 осіб («військових обивателів»).
У XIX столітті поселення входило до складу Валківського повіту Харківської губернії, мало офіційний статус слободи.
За даними на 1864 рік у казенній слободі, центрі Огульчанської волості Валківського повіту, мешкало 1954 особи (977 чоловічої статі та 977 — жіночої), налічувалось 310 дворових господарств, існували православна церква, відбувався щорічний ярмарок.
Станом на 1914 рік кількість мешканців зросла до 5138 осіб.
Радянська влада уперше встановлена в листопаді 1917 року, але потому в Огульцях декілька разів змінювалась влада.
У період німецько-нацистської окупації під час Другої світової війни гітлерівці зруйнували 3/4 села, вивезли на каторгу до Німеччини 250 юнаків і дівчат. На фронтах війни билося понад 650 огульчан, з яких 219 загинули смертю хоробрих, 235 — нагороджені бойовими орденами і медалями. Уродженцями Огульців є: Олександр Корж — письменник, художник, М. Є. Яцина — повний кавалер ордена Слави, І. М. Дзюба — Герой Радянського Союзу. У братській могилі, яка розташована на території села, покоїться прах 277 радянських воїнів-визволителів, які загинули в боях з німецькими військами.
12 червня 2020 року, розпорядженням Кабінету Міністрів України № 725-р «Про визначення адміністративних центрів та затвердження територій територіальних громад Харківської області», увійшло до складу Валківської міської громади.
19 липня 2020 року, в результаті адміністративно-територіальної реформи та ліквідації Валківського району, село увійшло до складу Богодухівського району.

## Транспорт
На північному боці села Огульці проходить залізниця, зупинний пункт Пирогова, яка знаходиться на краю вулиці Партолих. Залізнична колія умовно поділяє село Огульці від північно-східної його частини, яка зветься Махновкою (раніше поселення Спартаси, Червоні Горбачі) та північної частини села Буцьківка. За 3,5 км у західному напрямку розташована залізнична станція Огульці. Пасажирська залізнична станція Харківського залізничного вузла Південної залізниці «Огульці імені Олександра Пучка» розташована на відстані 5 км від центральної частини села. Поруч проходить автомобільна дорога М03 E104.
Автотранспортне сполучення з обласним центром: міжміське маршрутне пасажирське перевезення, за маршрутом № 288 «Огульці-Харків АС-2».

## Сучасність: економіка й інфраструктура
В селі Огульці у 90-х роках працювала молочнотоварна та свинотоварна ферми, цегельний завод, олійниця, млин, пекарня, будівельна бригада, пожежно-рятувальна машина, будинок Милосердя (будинок пристарілих) — до розвалу колгоспу «ім. Калініна», а потім приватного сільськогосподарського підприємства «Огульчанське».
До недавна працювало, зараз у стадії припинення: ТОВ «Моноліт» — виробництво цегли.
Зараз працюють: ТОВ «Огульчанське-Плюс» — сільськогосподарське виробництво; науково-виробниче підприємство «Авіцена»; фермерське господарство «Новоогульчанське»; фермерське господарство «Едельвейс».
В Огульцях розташовані:
- Огульцівський ліцей (раніше ЗОШ І-ІІІ ступенів);
- дошкільний навчальний заклад (дитячий садок) «Калинка»
- будинок культури імені Т. Г. Шевченка;
- бібліотека-філія;
- ФАП;
- відділення зв'язку Укрпошта;
- декілька магазинів та кіосків;
- п'ять дитячих майданчків;
- Футбольне поле та спортивний майданчик;
- Волейбольний майданчик

## Сучасний перелік назв вулиць та провулків
Вулиці: Калинова (раніше до перейменування Калініна), Захисників України (раніше Артема Холодного), Шкільна, Шлях, Сонячна (раніше Карла Маркса), Вишнева (раніше Зої Космодем'янської), Шовкова (раніше Партолих), Шевченка, Караванна, Берегова, Перемоги, Залізнична, Зелена, Лісова, Виноградна (раніше Радгоспна), Набережна.
Провулки: Балашовський, Молодіжний, Миру, Польовий, Західний, Садовий, Північний, Роївка.

## Відомі люди
Уродженцями села є:
- Антоненко Василь Мефодійович (1899—1966) — радянський діяч колгоспного руху, голова Огульцівської сільської ради з 1938 по 1963 рік.
- Дзюба Іван Михайлович — заслужений льотчик-випробувач СРСР, Герой Радянського Союзу
- Єресько Григорій Іванович — радянський діяч колгоспного руху.
- Корж Олександр Юхимович — український поет, письменник, художник, мемуарист.
- Куценко Олександр Андрійович — радянський воєначальник, військовий педагог, генерал-майор
- Маяк Ганна Степанівна — українська ландшафтна архітекторка
- Певний Аполон Васильович — член Центральної Ради, т.в.о. головного державного інспектора Армії УНР.
- Анастасія Володимирівна Янко́вська (нар. 10 грудня 1986) — українська поетеса, член НСПУ (з 2005); випускниця Огульцівської ЗОШ І—ІІІ ступенів[5], закінчила філологічний факультет Харківського державного університету ім. В. Каразіна. Авторка збірки віршів «При дорозі терна» (2004), добірок у газетах «Літературна Україна», «Слобідський край», «Сільські новини», журналі-альманаху «Левада». Лауреатка літературних конкурсів «Любіть Україну» (2003) та «Джерельце»[6].